# Sezonul de Mare Premiu din 1947
Sezonul de Mare Premiu din 1947 a fost al doilea an postbelic pentru cursele auto de Mare Premiu (Grand Prix). Acesta a constituit primul sezon complet al curselor auto de Formula 1 organizate de FIA, deși unele Mari Premii foloseau încă alte formule. În 1947 nu a existat un campionat organizat, deși câteva dintre cele mai prestigioase curse au fost recunoscute drept Grandes Épreuvesde către FIA. Luigi Villoresi a fost cel mai de succes pilot, câștigând șase Mari Premii. Mașinile Alfa Romeo au fost greu de învins, câștigând 13 din cele 32 de Mari Premii ale sezonului.

## Rezumatul sezonului

### Grandes Épreuves
| Data          | Mare Premiu               | Circuit           | Pole position       | Cel mai rapid tur                   | Pilotul câștigător  | Constructorul câștigător | Raport |
| ------------- | ------------------------- | ----------------- | ------------------- | ----------------------------------- | ------------------- | ------------------------ | ------ |
| 8 iunie       | Marele Premiu al Elveției | Bremgarten        | Jean-Pierre Wimille | Jean-Pierre Wimille                 | Jean-Pierre Wimille | Alfa Romeo               | Raport |
| 29 iunie      | Marele Premiu al Belgiei  | Spa-Francorchamps | Jean-Pierre Wimille | Jean-Pierre Wimille                 | Jean-Pierre Wimille | Alfa Romeo               | Raport |
| 7 septembrie  | Marele Premiu al Italiei  | Fiera Campionaria | Consalvo Sanesi     | Carlo Felice Trossi                 | Carlo Felice Trossi | Alfa Romeo               | Raport |
| 21 septembrie | Marele Premiu al Franței  | Lyon-Parilly      | Henri Louveau       | Alberto Ascari Luigi Villoresi Raph | Louis Chiron        | Talbot-Lago-Talbot       | Raport |

### Alte Mari Premii
| Data          | Mare Premiu                  | Circuit                    | Pilotul câștigător    | Constructorul câștigător |
| ------------- | ---------------------------- | -------------------------- | --------------------- | ------------------------ |
| 5 ianuarie    | São Paulo Grand Prix         | Interlagos                 | Chico Landi           | Alfa Romeo               |
| 9 februarie   | I Buenos Aires Grand Prix    | Retiro                     | Luigi Villoresi       | Maserati                 |
| 16 februarie  | II Buenos Aires Grand Prix   | Retiro                     | Luigi Villoresi       | Maserati                 |
| 2 martie      | Rosario Grand Prix           | Parque de la Independencia | Achille Varzi         | Alfa Romeo               |
| 9 martie      | Gezira Grand Prix            | Gezira                     | Franco Cortese        | Cisitalia                |
| 20 martie     | Rafaela Grand Prix           | Rafaela                    | Oscar Alfredo Gálvez  | Alfa Romeo               |
| 30 martie     | Interlagos Grand Prix        | Interlagos                 | Achille Varzi         | Alfa Romeo               |
| 7 aprilie     | Pau Grand Prix               | Pau                        | Nello Pagani          | Maserati                 |
| 21 aprilie    | Rio de Janeiro Grand Prix    | Gávea                      | Chico Landi           | Alfa Romeo               |
| 27 aprilie    | Roussillon Grand Prix        | Perpignan                  | Eugène Chaboud        | Talbot-Lago              |
| 8 mai         | Jersey Road Race             | Saint Helier               | Reg Parnell           | Maserati                 |
| 18 May        | Marseille Grand Prix         | Prado                      | Eugène Chaboud        | Talbot-Lago              |
| 25 May        | Grand Prix des Frontières    | Chimay                     | Prințul Bira          | Maserati                 |
| 1 iunie       | Nîmes Grand Prix             | Nîmes                      | Luigi Villoresi       | Maserati                 |
| 8 iunie       | Challenges AGACI             | Montlhéry                  | Maurice Varet         | Delage                   |
| 6 iulie       | I Grand Prix de Reims        | Reims-Gueux                | Christian Kautz       | Maserati                 |
| 12 iulie      | Gransden Lodge               | Gransden Lodge Airfield    | Dennis Poore          | Alfa Romeo               |
| 13 iulie      | Albi Grand Prix              | Albi                       | Louis Rosier          | Talbot-Lago              |
| 13 iulie      | Bari Grand Prix              | Lungomare                  | Achille Varzi         | Alfa Romeo               |
| 13 iulie      | Bell Ville Grand Prix        | Bell Ville                 | Oscar Alfredo Gálvez  | Alfa Romeo               |
| 20 iulie      | Nice Grand Prix              | Nisa                       | Luigi Villoresi       | Maserati                 |
| 3 august      | Alsace Grand Prix            | Strasbourg                 | Luigi Villoresi       | Maserati                 |
| 9 august      | Ulster Trophy                | Ballyclare                 | Bob Gerard            | ERA                      |
| 10 august     | XIII Grand Prix du Comminges | Saint-Gaudens              | Louis Chiron          | Talbot-Lago              |
| 17 august     | Montevideo Grand Prix        | Playa Ramirez              | Oscar Alfredo Gálvez  | Alfa Romeo               |
| 21 august     | British Empire Trophy        | Douglas Circuit            | Bob Gerard            | ERA                      |
| 21 septembrie | Mar del Plata Grand Prix     | El Torreon                 | Oscar Alfredo Gálvez  | Alfa Romeo               |
| 5 octombrie   | Lausanne Grand Prix          | Lausanne                   | Luigi Villoresi       | Maserati                 |
| 16 noiembrie  | III Grand Prix du Salon      | Montlhéry                  | Yves Giraud-Cabantous | Talbot-Lago              |

## Statistici

### Câștigători de Mari Premii

#### Piloți
| Piloți                | Victorii | Victorii         |
| Piloți                | Total    | Grandes Épreuves |
| --------------------- | -------- | ---------------- |
| Luigi Villoresi       | 6        | 0                |
| Oscar Alfredo Gálvez  | 4        | 0                |
| Achille Varzi         | 3        | 0                |
| Eugène Chaboud        | 2        | 0                |
| Louis Chiron          | 2        | 1                |
| Bob Gerard            | 2        | 0                |
| Chico Landi           | 2        | 0                |
| Jean-Pierre Wimille   | 2        | 2                |
| Prințul Bira          | 1        | 0                |
| Yves Giraud-Cabantous | 1        | 0                |
| Christian Kautz       | 1        | 0                |
| Nello Pagani          | 1        | 0                |
| Reg Parnell           | 1        | 0                |
| Dennis Poore          | 1        | 0                |
| Louis Rosier          | 1        | 0                |
| Carlo Felice Trossi   | 1        | 1                |
| Franco Cortese        | 1        | 0                |
| Maurice Varet         | 1        | 0                |

##### Constructori
| Constructori       | Victorii | Victorii         |
| Constructori       | Total    | Grandes Épreuves |
| ------------------ | -------- | ---------------- |
| Alfa Romeo         | 13       | 3                |
| Maserati           | 10       | 0                |
| Talbot-Lago-Talbot | 6        | 1                |
| ERA                | 2        | 0                |
| Delage             | 1        | 0                |